# Filipinas nos Jogos Olímpicos de Verão de 1968
As Filipinas competiu nos Jogos Olímpicos de Verão de 1968, realizados em Cidade do México, México.